# Теорема про проєкції

Трикутник у теоремі про проєкції

Теорема про проєкції для гострокутного трикутника має вигляд:
{\displaystyle c=a\cos \beta +b\cos \alpha ;\ a=b\cos \gamma +c\cos \beta ;\ b=c\cos \alpha +a\cos \gamma }
або в інших позначеннях:
{\displaystyle a=b\cos C+c\cos B,\quad b=c\cos A+a\cos C,\quad c=a\cos B+b\cos A.}
З теореми про проєкції випливає, що висота, опущена, наприклад, з вершини {\displaystyle C}, ділить протилежну їй сторону {\displaystyle c} на дві частини {\displaystyle a\cos \beta } і {\displaystyle b\cos \alpha }, починаючи від вершини {\displaystyle A} до {\displaystyle B} .

## Застосування
Теорема про проєкції разом з іншими теоремами використовується при розв'язуванні трикутників.